# 県勇記
県 勇記（あがた ゆうき）は、下野宇都宮藩の家老。明治時代の司法官僚。諱は信輯（のぶつぐ）。
宇都宮藩の家老・安形半左衛門通義の長男として宇都宮城の安形邸で生まれる。初めの姓は安形であり、名の勇記は晩年に名乗ったものである。
天保10年（1839年）に元服し、弘化3年（1846年）より千葉周作の門下に入って剣術を学んだ。弘化4年（1847年）には清水赤城の門下に入って兵学を学ぶ。嘉永元年（1848年）に伊豆において私塾を開き、主に農政について論じたというが、安政3年（1856年）に帰藩した。安政4年（1857年）に県と改姓する。この頃、篠井金山の開発見込みを聞いて採掘に乗り出すも、2年で事業は失敗に終わった。金山開発のため、多額の資金を幕府から借り入れることに成功したが、家臣に供出させた金を金塊へ吹き直して幕府に納めていたというエピソードがあることから、金山開発は幕府から資金を引き出すための口実に過ぎず、県は金山開発を行う気はなかったとする説がある。また幕府からの借金は、幕末の混乱で有耶無耶になった。
安政5年（1858年）2月に父が死去すると、自らは家督相続を辞退し、弟に家督を譲っている。しかし実際の行動では勇記が宇都宮藩の重鎮として重きを置いていたことに変わりは無く、農業振興に尽力し、文久2年（1862年）には山稜修復の発議を行なった功績により5人扶持に加増され、さらに御用人格と京都留守居を兼任となった。
元治元年（1864年）に中老・会計総裁に任命されるが、同年の天狗党の乱で対処を誤ったとして全ての職務を解任の上、謹慎の処分になる。慶応元年（1866年）に許されると、同じ罪で謹慎となっていた藩主・戸田忠恕の赦免運動のために3月に上京する。山稜修復の発議などで京都朝廷から好意的に見られていたこともあり、10月に忠恕の処分も解かれた。
慶応4年（1868年）からの戊辰戦争では新政府に味方し、同年の宇都宮城の戦いで伝習隊など旧幕府軍と戦った。4月には中老職に復帰し、さらに家老に任命された。以後は藩政を事実上主導し、明治2年（1869年）に権大参事、明治3年（1870年）に番兵隊総長に、明治4年（1871年）に司法省少判事に任命され、従六位に叙された。明治6年（1873年）には戊辰戦争における功績として賞典米を永世下賜され、明治9年（1876年）には司法省大審院付となる。しかし明治10年（1877年）に病を理由にして退官した。
以後は政界を離れて郷里の宇都宮に戻り、私塾の主静塾を開いて後進の育成に努めた。明治14年（1881年）12月12日に死去。享年59。明治30年（1897年）に従五位を追贈された。
栃木県真岡市の岡部記念館「金鈴荘」に県の作品である床の間の天袋がある。

## 編著書
- 県信緝 編『蒲生君平遺稿 上』佐藤静雄、1879年。doi:10.11501/893485。
- 県信緝 編『蒲生君平遺稿 中』佐藤静雄、1879年。doi:10.11501/893486。
- 県信緝 編『蒲生君平遺稿 下』佐藤静雄、1879年。doi:10.11501/893487。